# Alessandro Carmelo Ruffinoni
Alessandro Carmelo Ruffinoni, né le 26 août 1943 à Piazza Brembana, en Italie, est un missionnaire scalabrinien italien puis du 16 juin 2010 au 26 juin 2019, évêque du diocèse de Caxias do Sul (en), au Brésil.

## Biographie
Alessandro Carmelo Ruffinoni est né à Piazza Brembana, dans la province de Bergame, et est le quatrième de cinq enfants. Il fait ses études à Rezzato et à Cermenate, puis intègre la congrégation des Missionnaires de Saint Charles en 1961. Il y est ordonné prêtre le 8 mars 1970. Juste après son ordination, en novembre, il part pour le Brésil en tant que missionnaire.
De 1971 à 1981, il est formateur aux séminaires de Casca et Guaporé. De 1982 à 1984, il est curé dans la paroisse Nossa Senhora da Pompéia à Porto Alegre. De 1988 à 1998, il est directeur du Centro Missionero P. Luigi Valtulini à Ciudad del Este, au Paraguay. Il est également « Superieur General » du diocèse de Ciudad del Este. De 1999 à 2004, il est Supérieur provincial au Brésil. En 2005, il devient coordinateur de la pastorale archidiocésaine des migrants d'Asuncion.

## Évêque
Il est consacré évêque auxiliaire de Porto Alegre le 17 mai 2006 (titulaire de Furnos Maior (de)). De 2007 à 2011, il est responsable de la Pastorale des Brésiliens à l'étranger.
Le 16 juin 2010, le pape Benoît XVI le nomme évêque coadjuteur de Caxias do Sul (en). Il devient évêque le 6 juillet 2011.
Le 26 juin 2019, le pape François accepte sa démission pour raison d'âge.

## Galerie

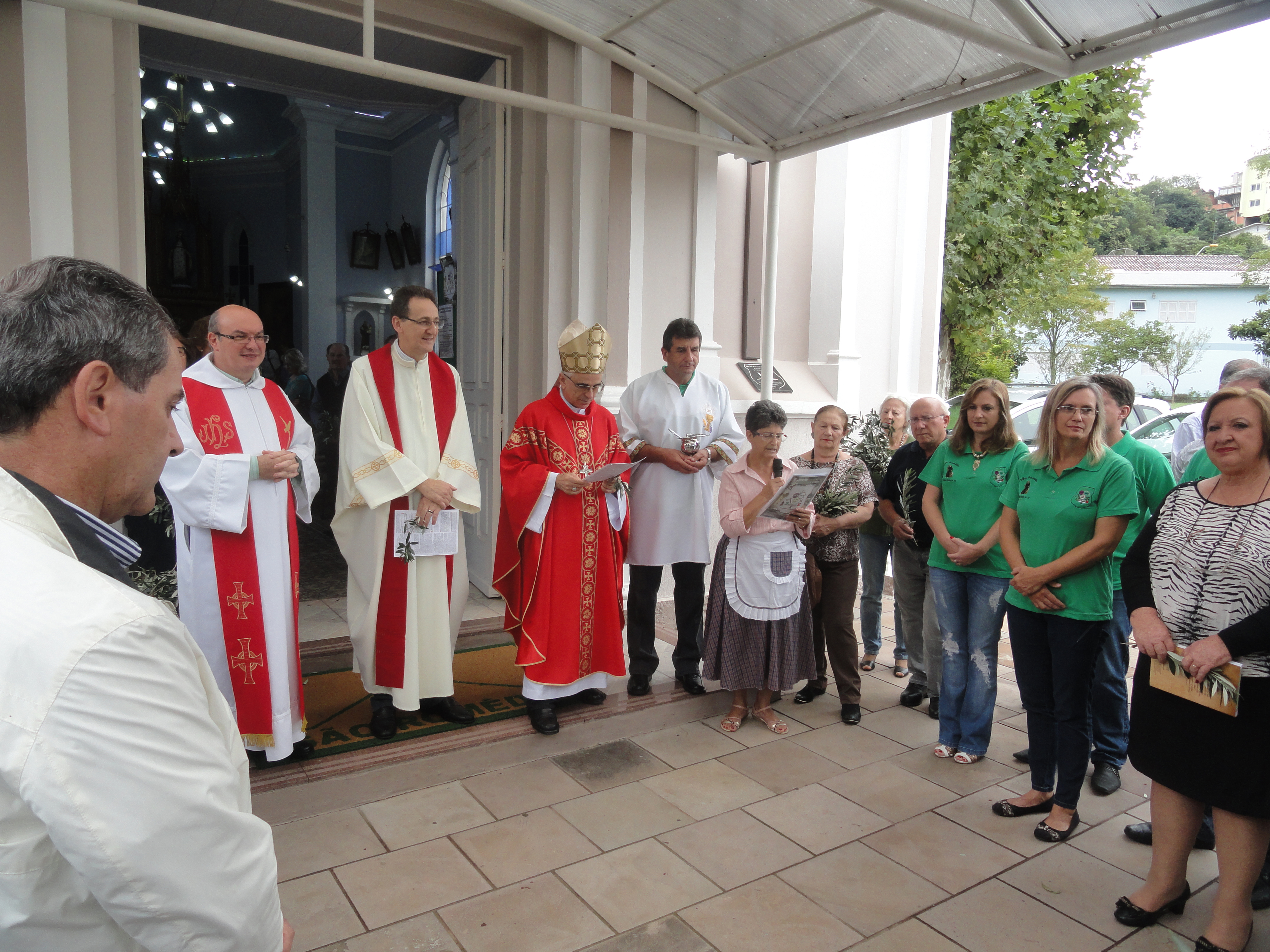
Mgr Ruffinoni Ruffinoni, durant la messe pour les 140 ans de fondation de la Communauté São Romédio, 20 avril 2016.

## Décorations
Médaille du mérite Farroupilha (pt), 10 décembre 2008, Assemblée législative du Rio Grande do Sul.